# Кратер (съд)
Вижте пояснителната страница за други значения на Кратер.
Кратер (от древногръцкото κρατήρ, от глагола κεράννυμι, „смесвам“) е характерен за Древна Гърция керамичен съд, предназначен за смесване на вино и вода.
Кратерите са доста големи съдове с широко тяло и голямо устие (отвор). Изработвани са от метал или керамика и често са боядисани или изящно орнаментирани. Могат да имат хоризонтални дръжки, поставени близо до основата, или вертикални, издигащи се от рамото. 
След като кратерът се напълни, той става трудно преносим и затова е поставян върху триножник в средата на помещението и съдържанието се черпи с други по-малки съдове.